# Julio Escámez
Julio Escámez (Antihuala (es), 1925 — Heredia, 2015) est un peintre et graveur chilien. Il a réalisé de nombreuses fresques, huiles et estampes (lithographies, gravures sur bois et eaux-fortes), tant au Chili qu'à l'étranger.
Influencé par les œuvres des muralistes mexicains Diego Rivera et David Alfaro Siqueiros, il aborde les thèmes de la critique de l'industrialisme et les problèmes de l'homme contemporain. Il appartient à l'école des muralistes chiliens avec d'autres peintres de renom comme Gregorio de la Fuente, avec qui il a collaboré dans sa jeunesse à la création de la fresque Historia de Concepción. Son œuvre principale est Historia de la medicina y la farmacia en Chile, une fresque déclarée monument national du Chili.
Il est également scénographe et styliste pour des œuvres de ballet, et a mené une longue carrière d'illustrateur de livres de divers écrivains, dont le poète Pablo Neruda, qu'il connaissait personnellement.

## Biographie
Julio Escámez Carrasco naît le 15 novembre 1925 à Antihuala (es) (commune de Los Álamos), dans la région chilienne de Biobío.

### Études au Chili et à l'étranger

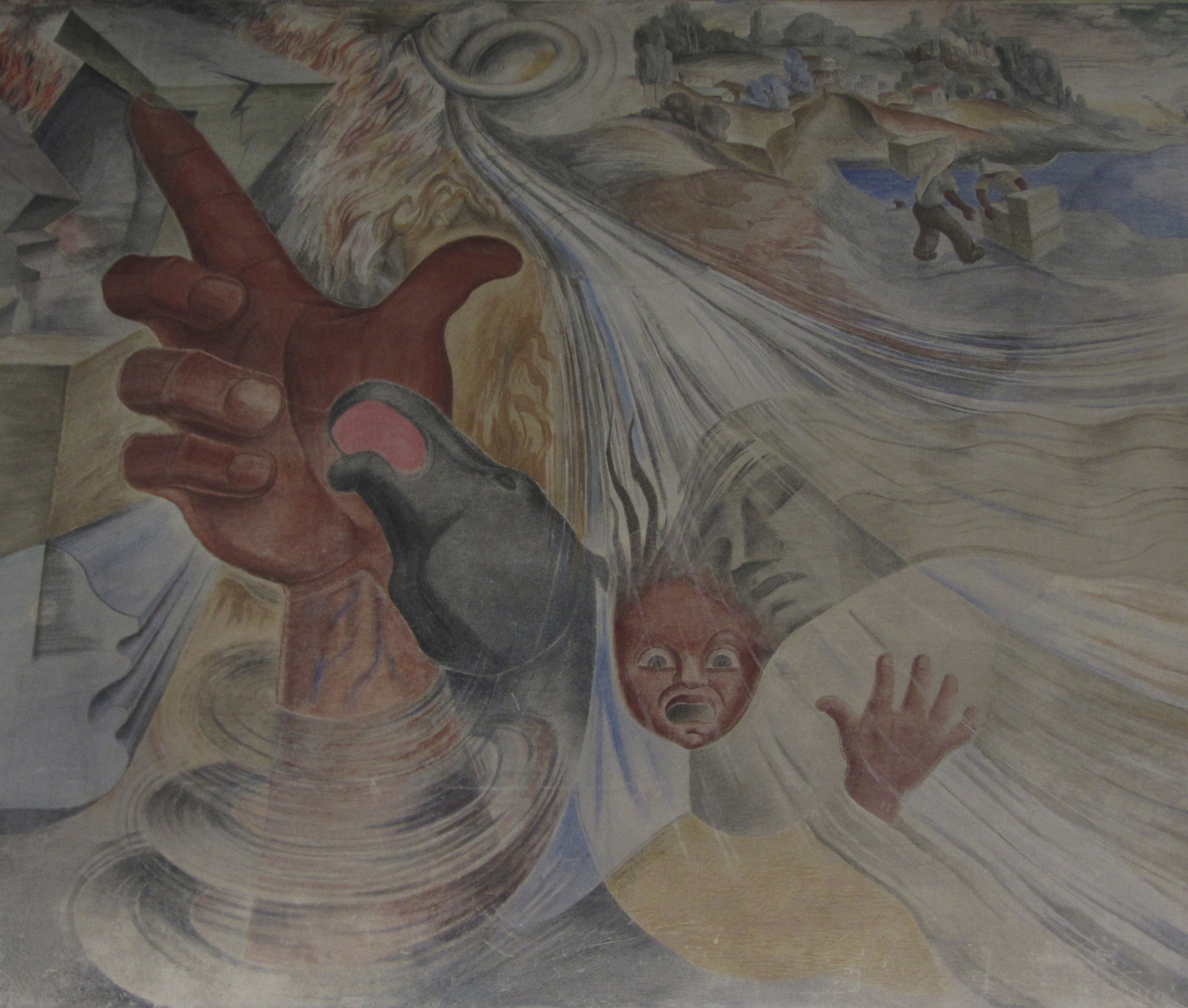
Détail de la fresque Historia de Concepción de Gregorio de la Fuente, à laquelle a collaboré Escámez, entre 1943 et 1946.

Alors qu'il est encore adolescent, Julio Escámez commence ses études de peinture à l'Académie des Beaux-Arts du peintre Adolfo Berchenko, située à Concepción, où il a également commencé ses études dans les arts du spectacle. En 1943, il est choisi parmi les étudiants de l'Académie, avec Sergio Sotomayor (1911-), comme assistant du muraliste et peintre Gregorio de la Fuente pour la prestigieuse fresque Historia de Concepción (1943-1946), située dans l'ancienne gare centrale de Concepción (es), considérée comme un « trésor du Barrio Cívico (es) » et déclarée Monument national du Chili.
Escámez s'installe à Santiago, où il poursuit ses études artistiques à l'école des beaux-arts et à l'école d'arts appliqués de l'université du Chili, où il a pour professeurs Laureano Ladrón de Guevara en peinture murale, Marco Antonio Bontá en arts graphiques, Gregorio de la Fuente lui-même et Israel Roa (es).
De retour à Concepción, il travaille comme professeur de gravure et de peinture murale à l'Academia Vespertina de Concepción. Mais Escámez, qui s'intéresse à la culture précolombienne, décide de voyager au Pérou et en Bolivie, puis rentre au Chili en 1953, où il est engagé comme professeur de peinture murale à l'Institut d'art de l'université de Concepción, où il enseigne également la peinture de chevalet, la céramique, la gravure et le dessin.
Entre 1955 et 1957, il bénéficie d'une bourse d'études à l'Académie des beaux-arts de Florence, en Italie, pour étudier la technique de la fresque murale, en particulier les peintures des XIVe et XVIe siècles de Giotto et Piero della Francesca. Il étudie ensuite à l'Académie des beaux-arts de Düsseldorf, en Allemagne, où il travaille dans le domaine des arts graphiques et de la technologie de la peinture, puis a poursuivi ses études au musée d'Histoire de l'art de Vienne, en Autriche. Il étudie également à l'Université Patrice-Lumumba de Moscou et, pendant ces années, il est invité en Russie, en Chine, au Japon et en Inde, où il expose ses œuvres.

### Exil au Costa Rica
En 1973, le coup d'État menant à l'instauration de la dictature militaire d'Augusto Pinochet pousse le peintre à s'exiler. Il part ainsi au Costa Rica, où il s'installe dans la capitale, San José.
Pendant son absence, une partie de l'œuvre d'Escámez est abandonnée, détériorée ou détruite. En 1974, une de ses peintures murales de la salle de réunion de la municipalité de Chillán est recouverte de peinture et censurée par l'armée de son pays. L'année suivante, l'ancienne école secondaire Enrique Molina Garmendia est démolie, et avec elle sa fresque El hombre ante el micro y macrocosmos (« L'homme face au microcosme et au macrocosme »). Ses peintures murales Historia de la medicina y la farmacia en Chile (« Histoire de la médecine et de la pharmacie au Chili ») et Historia de Lota (« Histoire de Lota »), pour leur part, ont été endommagées lorsque des personnes ne possédant pas les compétences et les connaissances nécessaires ont tenté de les restaurer.
Au Costa Rica, l'artiste travaille depuis 1974 comme professeur à l'Écoles d'Arts plastiques de l'Université nationale du Costa Rica (es), située à Heredia, dans les disciplines de l'esthétique et des techniques graphiques. Il est également conseiller ad honorem du ministère de la Culture pour la restauration et la conservation des monuments nationaux, réalisant d'importants travaux de conservation pour le musée de l’art costaricien. Il se consacre également aux arts du spectacle, reprenant une discipline qu'il avait déjà expérimentée à Concepción, notamment ses mises en scène d'œuvres de Miguel de Cervantes, William Shakespeare et Bocaccio Casona, ainsi que d'autres pour le Ballet national du Costa Rica.
En outre, Escámez travaille en tant qu'illustrateur et théoricien de l'art pour des publications universitaires et des livres de différents auteurs.
Julio Escámez meurt à Heredia le 23 décembre 2015 à l'âge de 90 ans.

## Œuvre

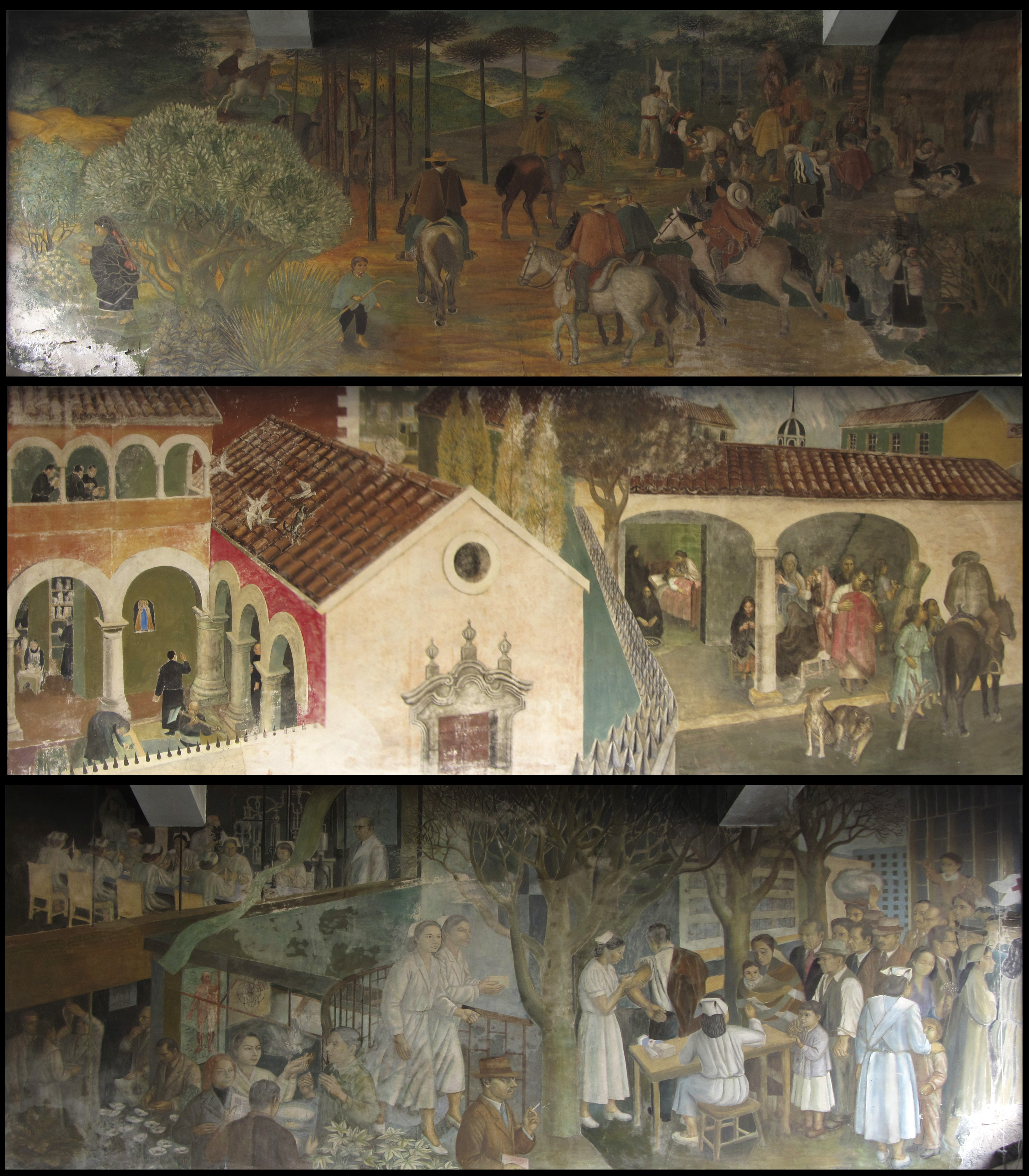
Fresque Historia de la medicina y la farmacia en Chile (1957-1958), exemple du dans l'œuvre de Julio Escámez.

L'œuvre de Julio Escámez appartient au courant du réalisme à fort contenu social, traitant des thèmes de la vie quotidienne populaire et des paysages du continent américain. Certaines de ses œuvres, comme la fresque située à Concepción, Historia de la medicina y la farmacia en Chile (« Histoire de la médecine et de la pharmacie au Chili », 1957-1958), appartiennent à ce que l'on appelle le réalisme social (es), initié dans ce domaine par Gregorio de la Fuente, mais remplaçant le symbolisme habituel de De la Fuente par un style plus descriptif et anecdotique. Certaines de ses peintures à l'huile de grand format sont, quant à elles, influencées par le réalisme magique.
Sa peinture murale est fortement influencée par le muralisme mexicain, notamment celui de David Alfaro Siqueiros et de Diego Rivera,. Dans ses peintures murales, il critique souvent la crise spirituelle générée par l'industrialisme, ainsi que d'autres conflits de l'homme contemporain, dont se rappelle le président du Costa Rica pour lui rendre hommage à sa mort en ces mots : « son départ nous prive de son regard critique aiguisé et de son pinceau privilégié ». Son œuvre murale De principio a fin (es) (« Du début à la fin »), située à Chillán, en est un exemple. Ses thèmes récurrents sont le sentiment d'identité, le respect de l'idiosyncrasie et des préoccupations des gens, le travail ancré dans la terre et l'exploitation des minéraux, comme dans le cas de sa peinture murale Historia de Lota (« Histoire de Lota »), où il dépeint l'exploitation du charbon dans la ville de Lota. Il est principalement connu pour avoir été l'un des collaborateurs à l'emblématique fresque Historia de Concepción (Histoire de Concepción) et pour ses tableaux Niños y girasoles (« Enfants et tournesols ») et De principio a fin.
Il a exposé dans son pays et à l'étranger, en particulier au Japon, en Inde, aux États-Unis et au Pérou.

### Expositions individuelles
- 1959 - Instituto Cultural Bharatieja Uitya Bhranau, New Delhi (Inde).
- 1959 - Université de Tokyo (Japon).
- 1969 - « Dibujos Escámez », Musée national des Beaux-Arts, Santiago (Chili).
- 1972 - Fresques du Salón de Honor de la municipalité de Chillán (Chili).
- 1978 - Galerie d'art El Caballo Verde, Concepción (Chili).
- 1988 - Galerie d'art El Caballo Verde, Concepción (Chili).
- 1988 - « Dibujos y Grabados de Julio Escámez », Escuela Moderna de Música, Santiago (Chili).
- 1996 - « Retrospectiva Pinturas, Dibujos y Grabados », Musée national des Beaux-Arts, Santiago (Chili).
- 1996 - Gravures dans la Galerie d'art El Caballo Verde, Concepción (Chili).
- 1997 - « Julio Escamez, Pinturas », Galerie d'art El Caballo Verde, Concepción (Chili).
- 2001 - « La Fronda Florida. Exposición de Julio Escámez », Instituto Chileno Norteamericano de Cultura, Concepción (Chili).
- 2007 - « Pinturas y Dibujos », Galería Cultural de Codelco, Santiago (Chili).

### Expositions collectives
- 1954 - « Exposición Homenaje a Pablo Neruda. Escenas de Chile », Musée national des Beaux-Arts, Santiago (Chili).
- 1955 - « Cien Años de Pintura Chilena », Sala de Exposición del Círculo de Periodistas, Santiago (Chili).
- 1956 - « Contemporary Art of Chile », Carnegie Internacional Center, Washington DC (États-Unis).
- 1960 - « Muestra de Grabado Chileno », Museo de Arte de Lima (es) (Pérou).
- 1963 - « Primera Bienal Americana de Grabado », Musée national des Beaux-Arts, Santiago (Chili).
- 1970 - « Muestra Colectiva », Concepción (Chili).
- 1970 - « Grabado Chileno Contemporáneo », Casa de la Cultura Jalisciense, Jalisco (Mexique).
- 1971 - « Colectiva Chile-Cuba », Museo de Arte Contemporáneo, Université du Chili, Santiago (Chili).
- 1972 - « 150 Años de Pintura Chilena », Musée national des Beaux-Arts, Buenos Aires (Argentine).
- 1974 - « Dibujos y Grabados del Museo de Arte Contemporáneo », Université du Chili, Santiago (Chili).
- 1976 - « Siglo y Medio de Pintura Chilena », Instituto Cultural de las Condes, Santiago (Chili).
- 1976 - « Museo de Arte Contemporáneo », Université du Chili, Santiago (Chili).
- 1988 - « Tres Siglos de Dibujo en Chile, Colección Germán Vergara Donoso del Museo Histórico Nacional », Instituto Cultural de Las Condes, Santiago (Chili).
- 1989 - « Plástica del Siglo XX », Casino de Viña del Mar (Chili).
- 1990 - « Premios Municipales de Arte », Université pontificale catholique du Chili, au siège régional de Talcahuano (Chile).
- 1994 - « Realismos en la Pintura Chilena (Siglo XX) », Instituto Cultural de Providencia, Santiago (Chili).
- 1995 - « Exposición Tapas Ilustradas de libros », Feria del Libro usado de la Universidad Mayor, Santiago (Chili).
- 2000 - « Chile Cien Años Artes Visuales: Primer Período (1900 - 1950) Modelo y Representación », Musée national des Beaux-Arts, Santiago (Chili).
- 2000 - « Chile Cien Años Artes Visuales: Segundo Período (1950 - 1973) Entre Modernidad y Utopía », Musée national des Beaux-Arts, Santiago (Chili).

### Conservation
- Fonda de fiesta. Huile sur toile 80 × 100 cm. Musée national des Beaux-Arts, Santiago (Chili).
- Muchacha del sur (1951). Gravure sur bois 41 × 57 cm. Musée d'Art contemporain (es), université du Chili, Santiago (Chile).
- El hombre ante el micro y macrocosmos. Ancien lycée Enrique Molina Garmendia, Concepción (Chile, détruit en 1975)[5]
- Niños y girasoles. Huile sur toile 152 × 110 cm. Casa del Arte (es), université de Concepción, Concepción (Chili).
- Historia de la medicina y la farmacia en Chile (1957-1958). Fresque. Pharmacie Maluje, Concepción (Chili).
- De principio a fin (es). Fresque. Municipalité de Chillán (Chili, détruit en 1974)[5]
- Historia de Lota. Fresque. Escuela México de Lota, Lota (Chili).
- Édifice de l'Instituto Nacional de Seguros, San José (Costa Rica).